# كتيلة جبلية
كتيلة جبلية (الاسم العلمي:Chiliadenus montanus) هي نوع من النباتات تتبع جنس الكتيلة من الفصيلة النجمية.